# Seleção Venezuelana de Voleibol Feminino
A seleção venezuelana de voleibol feminino é uma equipe sul-americana composta pelas melhores jogadoras de voleibol da Venezuela. Este selecionado é mantido pela Federação Venezuelana de Voleibol (em espanhol: Federación Venezolana de Voleibol). 
Atualmente, encontra-se na 19ª posição do ranking mundial da FIVB (Federação Internacional de Voleibol), na categoria adulta (seniores), segundo dados atualizados em fevereiro de 2020.

## Retrospecto
Sua mais recente participação em Campeonatos Sul-Americanos foi na edição de 2017, em Cáli (na Colômbia), ficando com a quinta colocação dentre seis participantes, conseguindo qualificação para o Pré-Mundial de Arequipa, no Peru, a ser realizado em outubro de 2017 (junto de Colômbia, Peru e Argentina).
No seu histórico em âmbito sul-americano, a Venezuela tem como melhor campanha a terceira colocação, conquistada em cinco edições deste torneio continental (1985, 1987, 1993, 2001 e 2007). Em sua mais recente participação, na edição de 2017, as venezuelanas obtiveram a quarta colocação geral.

## Títulos e campanhas de destaque
| Organizador | Competição                          | Medalha de ouro | Medalha de prata | Medalha de bronze | Total |
| CSV         | Campeonato Sul-Americano            | 0               | 0                | 5                 | 5     |
| ODECABE     | Jogos Centro-Americanos e do Caribe | 0               | 2                | 5                 | 7     |
| ODEBO       | Jogos Bolivarianos                  | 0               | 4                | 0                 | 4     |

### Categorias de base
| Organizador | Competição                      | Medalha de ouro | Medalha de prata | Medalha de bronze | Total |
| CSV         | Campeonato Sul-Americano Sub-20 | 0               | 2                | 4                 | 6     |

## Equipe atual
As jogadoras apresentadas abaixo representaram a Venezuela no Torneio Pré-Olímpico de Voleibol Feminino de 2020 - América do Sul, no qual este país finalizou na terceira posição.